# Madeliefjes-veldbiesroest
De madeliefjes-veldbiesroest of madelliefjeroest (Puccinia obscura) is een heteroecische roestschimmel behorend tot de familie Pucciniaceae. Deze biotrofe parasiet komt voor op het madeliefje en veldbies. Op veldbies worden urediniosporen en teliosporen gevormd en op de bladeren van het madeliefje spermatiën en aecidiosporen. De schimmel komt voor in 
Europa, Noord-Amerika, Zuid-Amerika, Algerije, Korea, Japan en Nieuw-Zeeland. In Nederland is de schimmel vrij zeldzaam.
De spermatiën zijn honingkleurig. De komvormige tot cilindrische aecia worden gevormd in chlorotische vlekken op zowel de boven- als onderkant van de bladeren van het madeliefje. Ze hebben een witte rand. De gele, 17,5-22,0 × 1,.5-19,0 µm grote aecidiosporen zijn bezet met fijne wratjes en hebben een minder dan 1 µm dikke wand. Op veldbies worden op de bovenzijde van de bladeren lichtbruine uredinia en donkerbruine telia gevormd. De bruingele urediniospores hebben twee equatoriale kiemporen en zijn gestekeld, maar de kiemporen zijn omgeven door een gladde zone. De bruine, tweecellige, ellipsvormige tot ronde, gladde, 30-48 × 14-20 µm grote teliosporen hebben een blijvende steel, die ongeveer 30 µm lang is. De top van de teliospore heeft een sterk verdikte celwand.

## Foto's

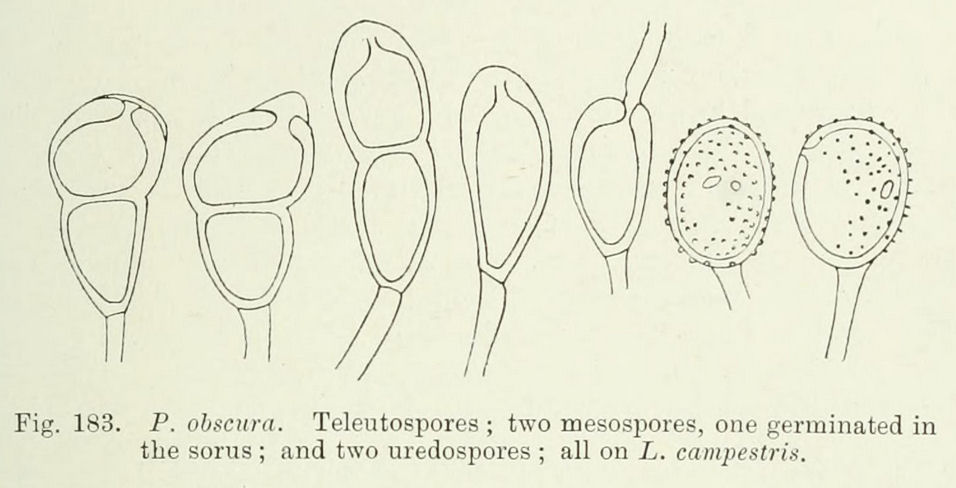
Teliosporen en urediniosporen op gewone veldbies